# ألان غارنت دافنبورت
ألان غارنت دافنبورت هو أستاذ جامعي ومهندس كندي، ولد في 19 سبتمبر 1932 في تشيناي في الهند، وتوفي في 19 يوليو 2009 في لندن في كندا.